# ABU TV Song Festival 2012

Länder, die 2012 teilnahmen

Das ABU TV Song Festival 2012 war die erste Ausgabe des jährlich stattfindenden ABU TV Song Festivals. Das Festival, welches kein Wettbewerb ist, fand in der KBS Hall in der südkoreanischen Hauptstadt Seoul statt und überschnitt sich mit der 49. Generalversammlung der Asia-Pacific Broadcasting Union (ABU). Insgesamt nahmen elf Länder an dem ersten Festival teil. Das Motto der Show war „Beyond the Wave“ (dt. „Jenseits der Welle“), was für die digitale Entwicklung in den öffentlichen Medien steht.
Das Festival wurde nicht live ausgestrahlt, jedoch sendeten die einzelnen Rundfunkveranstalter die Aufzeichnungen zwischen Oktober und November 2012 in ihrem Programm.

## Austragender Fernsehsender
Das Korean Broadcasting System (KBS) war die austragende Rundfunkgesellschaft für die erste Ausgabe des TV Song Festivals, welches in der KBS Konzerthalle stattfand. Der austragende Sender trug die Kosten für die Bühnengestaltung, ebenso wie die Unterkunft für die Teilnehmer des ABU TV Song Festivals.

## Teilnehmende Länder

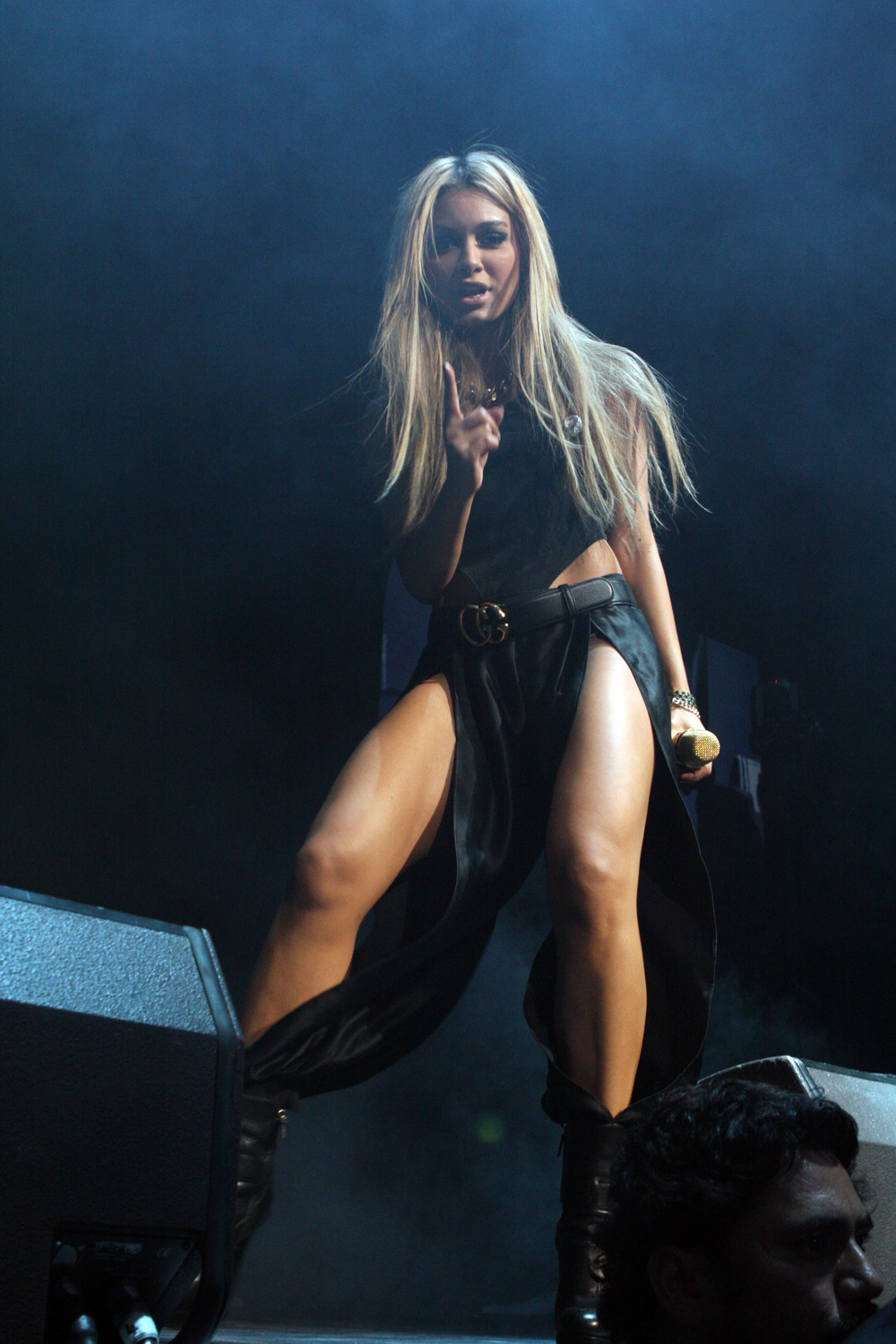
Havana Brown, die australische Teilnehmerin

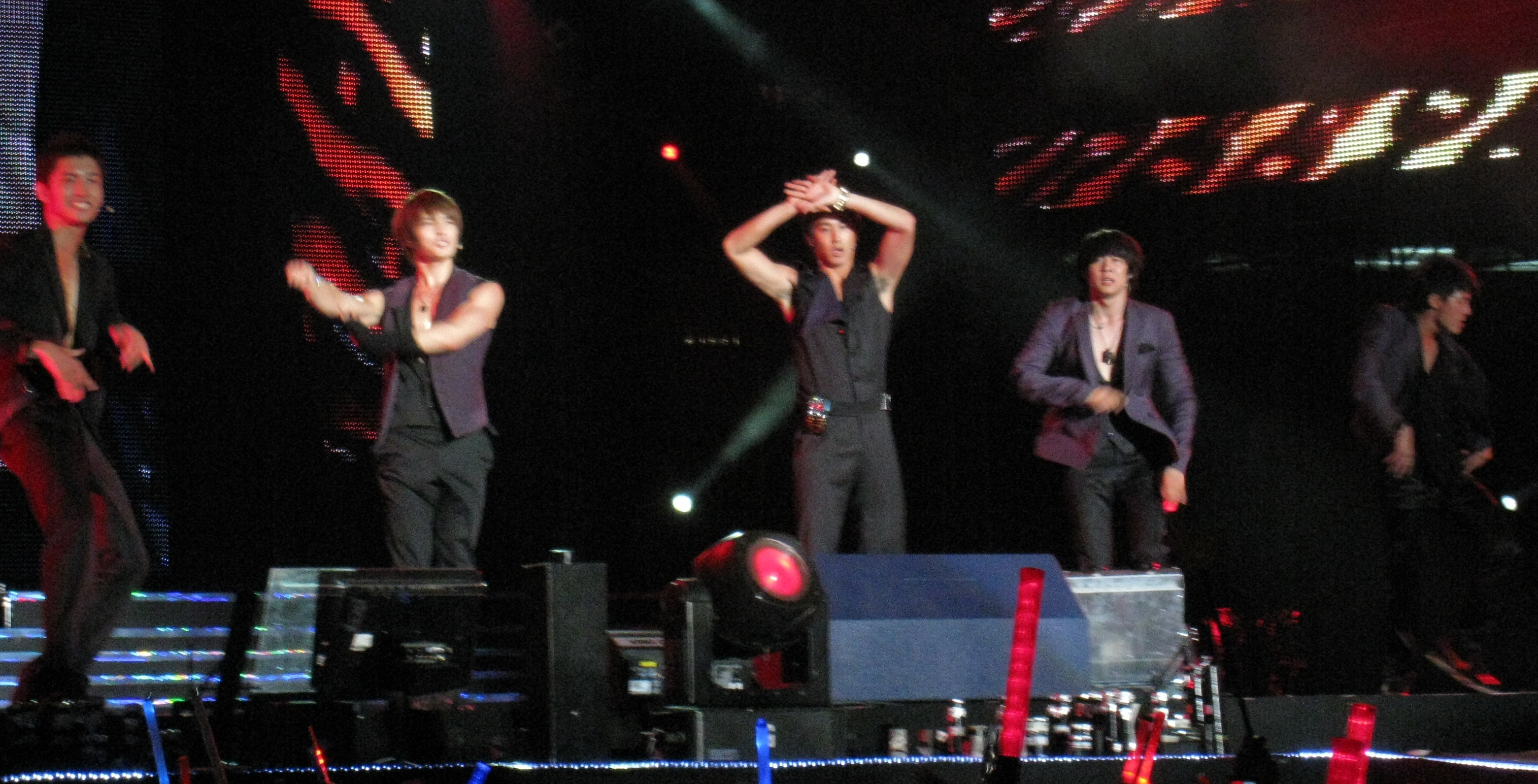
TVXQ, die südkoreanischen Teilnehmer

Elf Beiträge wurden beim ABU TV Song Festival 2012 vorgetragen. Der Staatssender der Mongolei, MNB (Mongolian National Broadcaster), wählte zunächst Naran mit ihrem Song Nudnii shil (Shades) für das Festival aus, zog die Teilnahme jedoch am 14. September 2012 wieder zurück.
| Startnr. | Land                | Sprache              | Interpret                            | Lied               | Ungefähre Bedeutung im Deutschen |
| -------- | ------------------- | -------------------- | ------------------------------------ | ------------------ | -------------------------------- |
| 01       | Singapur            | Malaysisch           | Taufik Batisah                       | Usah Lepaskan      | Lass nicht los                   |
| 02       | Australien          | Englisch             | Havana Brown                         | We Run the Night   | Wir haben nachts das Sagen       |
| 03       | Sri Lanka           | Singhalesisch        | Arjuna Rookantha & Shanika Madhumali | Me Jeewithe (මේජීවිතේ) | Dieses Leben                     |
| 04       | Malaysia            | Malaysisch           | Hafiz                                | Awan Nano          | Nano-Wolken                      |
| 05       | Vietnam             | Vietnamesisch        | Lê Việt Anh                          | Mây                | Wolke                            |
| 06       | Japan               | Japanisch            | Perfume                              | Spring of Life     | Frühling des Lebens              |
| 07       | Hongkong            | Kantonesisch         | Alfred Hui (許廷鏗)                  | Ma Ngai (螞蟻)     | Die Ameise                       |
| 08       | Indonesien          | Indonesisch          | Maria Calista                        | Karena Ku Sanggup  | Weil ich es kann                 |
| 09       | Volksrepublik China | Mandarin             | Cao Fujia (曹芙嘉)                   | Qian gua (牵挂)    | Hab’ keine Angst                 |
| 10       | Afghanistan         | Persisch1            | Hameed Sakhizada (حمید سخی زاده)     | Dide ma (دید ما)   | Mein Auge                        |
| 11       | Südkorea            | Koreanisch, Englisch | TVXQ (동방신기)                      | Catch Me           | Fang mich                        |

1. Genauer gesagt Hazaragi, ein in Hazarajat (Zentral-Afghanistan) gesprochener Dialekt des Persischen.

## Übertragung
Jedes teilnehmende Land wurde darum gebeten, die Veranstaltung während ihres Sendeprogramms, zusammen mit eingeblendeten Kommentaren und Informationen zum Festival in der Landessprache, auszustrahlen. Das Festival wurde nicht live ausgestrahlt, jedoch bestätigte jeder Sender eine Ausstrahlung zwischen Oktober und November 2012 mit einem potenziellen Publikum von 2 Milliarden Zuschauern, zwanzigmal so viele wie beim Eurovision Song Contest, welches etwa 100 Mio. Zuschauer erreicht.
- Afghanistan – Radio Television Afghanistan
- Australien – SBS One (28. Oktober 2012) / SBS Two (1. November 2012)[8]
- Volksrepublik China – China Central Television
- Hongkong – TVB J2 (10. November 2012) / TVB Music (26. Dezember 2012)[8]
- Indonesien – TVRI (3. November 2012)[8]
- Japan – NHK BS Premium (12. Januar 2013) / NHK G (9. Februar 2013)[8]
- Malaysia – Radio Televisyen Malaysia
- Russland – AIST (10. Februar 2013)[8]
- Singapur – Suria TV (13. November 2012)[8]
- Südkorea – KBS 1TV (21. Oktober 2012)[8]
- Sri Lanka – Sirasa TV (3. November 2012)[8]
- Vietnam – VTV